# 大嵩径摩崖石刻
大嵩径摩崖石刻，位于中国广东省河源市连平县油溪镇九谭村大石花，为河源市连平县的一个县级文物保护单位，类型为石窟寺及石刻，公布时间为1985年4月。
大嵩径摩崖石刻的历史年代为明代。